# Bossnapping
Bossnapping (termo em inglês que compõe as palavras boss, "chefe" e kidnapping, "sequestro") é uma forma de lockin na qual os empregados detêm os gerentes no lugar de trabalho, frequente em protesto contra dispensas e que foi muito praticada na França. O termo ganhou ampla divulgação após uma sequência de eventos desse tipo na primavera de 2009 na França, onde os trabalhadores a usaram no contexto dos tumultos trabalhistas oriundos da crise econômica mundial do final da década de 2000.
A frequência desses incidentes resultaram num comunicado público pelo fim da prática pelo então presidente francês, Nicolas Sarkozy, apesar de as pesquisas mostrarem apoio amplo da opinião pública aos manifestantes.

## Descrição
O termo 'bossnapping' começou a ter uso amplo na mídia depois de uma sequência de eventos de grande importância na França na primavera de 2009, quando gerentes foram detidos pelos trabalhadores nas empresas. No início de março de 2009, trabalhadores no sudoeste do país detiveram o presidente e o gerente de recursos humanos da Sony France durante uma noite inteira, exigindo uma melhora na indenização compensatória para os trabalhadores dispensados.
Eles barricaram a entrada das instalações da empresa com troncos de árvores e mantiveram os chefes como reféns até que o presidente concordasse com uma renegociação da indenização compensatória que os trabalhadores dispensados estavam para receber. Mais tarde naquele mesmo mês, trabalhadores de uma planta farmacêutica da 3M em Pithiviers mantiveram o chefe detido em seu escritório exigindo concessões similares para os trabalhadores dispensados, assim como garantia para os que não haviam perdido o posto de trabalho. Nesse caso, os trabalhadores alegaram que suas ações não eram pretendidas como agressivas, mas que eram sua única moeda de negociação. A polícia francesa não interveio em nenhum dos dois incidentes, na expectativa de que ambas se resolvessem pacificamente, tal como realmente sucedeu.
Os trabalhadores da 3M forneceram um jantar com mexilhões e batatas fritas ao chefe por eles detidos durante o período de cárcere.
Em maio de 2010, funcionários de uma planta da Caterpillar Inc. em Grenoble detiveram cinco gerentes como reféns para forçar negociações referente à perda de 733 empregos. Eles terminaram o cerco depois de 10 horas, quando a polícia começou a registrar o nome das pessoas envolvidas no evento.
Durante esse mesmo mês, mais ou menos 300 trabalhadores de uma fábrica da Toyota em Onnaing (Norte da França) bloquearam todas as entradas e impediram os caminhões de deixar as instalações.
Outros eventos desse tipo se sucederam: a Hewlett-Packard teve um lockin de gerentes na empresa Synovate em Auckland, Nova Zelândia como parte de uma disputa trabalhista durante uma renegociação de contratos. Uma onda de eventos de grande repercussão levou a um aviso geral de cautelas adicionais a serem tomados por gerentes e presidentes de empresas, embora as notícias dissessem sempre que os reféns estavam sendo bem-tratados por seus captores. O aviso recomendava a preparação de kits especiais, com um telefone celular com números pré-programados para contatos com membros da família, a polícia e psicólogos para ajudar a lidar com o estresse causado por esse tipo de evento.
Especificamente na França, tais eventos relacionavam-se à recessão ocorrida no final da década de 2000 e suas repercussões na população economicamente ativa com o aumento do desemprego, dado que muitas empresas em todo o mundo demitiram funcionários durante processos de downsizing, em função de lucros decrescentes ou prejuízos crescentes. Outros incidentes do tipo incluem um no qual trabalhadores demitidos jogaram ovos em um chefe e queimaram sua efígie e outro no qual trabalhadores de uma indústria de peças automobilísticas ameaçaram explodir as instalações caso se concretizasse a sua desativação.
Em abril de 2009, em resposta à onda crescente de ocorrências de bossnapping, o presidente francês Nicolas Sarkozy prometeu pôr fim à prática, dizendo: "Somos uma nação de leis. Não permitirei esse tipo de coisa." Entretanto, as pesquisas de opinião na França mostraram à época apoio significativo àqueles que usavam tal estratégia, considerando-se que a maioria desaprovava as táticas mas simpatizava com seus praticantes, contrapostas a uma minoria que se opunha completamente a ela. Assim, os observadores sugeriram que qualquer medida mais vigorosa por parte do governo de Sarkozy para pôr fim à prática, inclusive repressão policial para resgatar os reféns e prender os empregados, poderia levar a ainda mais tumultos.